# Sturmgewehr 45
El StG 45 (Sturmgewehr 45 literalment "fusell d'assalt 1945") o MP 45, era un prototip de fusell d'assalt desenvolupat per Mauser, per a la Wehrmacht durant la Segona Guerra Mundial, utilitzant el sistema de blowback. Disparava la munició 7.92×33mm Kurz (o "Pistolenpatrone 7.9mm") una bala intermèdia que permetia que tingués una cadència de foc d'unes 450 rpm (trets per minut).

## Desenvolupament

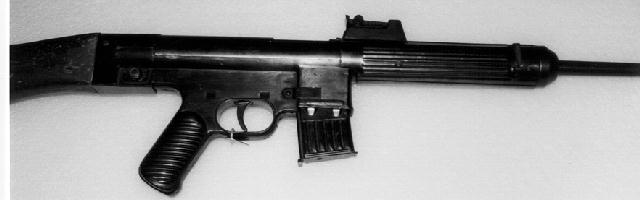
El prototip de Mauser Gerät 06H.

L'origen d'aquest fusell va ser degut al final de la guerra, quan els enginyers de Mauser van veure que estaven sent pressionats per obtenir una nova arma per defensar alemanya, a finals de la Segona Guerra Mundial, i va crear la MKb Gerät 06 (Maschinenkarabiner Gerät 06 o "carabina automàtica 06") prototip del fusell d'assalt amb una munició de 7.92×33mm Kurz, al principi la Gerät 06 utilitzava el mateix mecanisme que la MG42, amb un canó i barril diferents i un pistó operat amb gas. El resultat, va ser la Gerät 06H (el sufix "H" es una abreviació de halbverriegelt o "mig tancat") i va ser assignada com a StG 45(M) (Sturmgewehr 45(M)).
Igualment, el disseny que utilitzava el anit mecanisme manual, va utilitzar el gas de la bala, per fer retrocedir el mecanisme per injectar una nova bala i expulsar l'antiga. Tradicionalment, les càmeres van resultar danyades en les proves de foc. La solució va ser fer una càmera com una "flauta". Durant el procés, el sistema va ser utilitzat per la marca Heckler & Koch per als seus mecanismes de blowback en les seves armes.
El StG 45(M) va ser creada per a substituir el fusell d'assalt Sturmgewehr 44, però, com que és més difícil de produir i tardava més a ser produïda, es va acabar cancel·lant, i produint la Stg 44 fins al final de la guerra. La Stg 44 costava 70 reichsmarks, i la Stg 45 costava uns 45 reichmarks, encara que només es van produir els prototips d'unes 30 armes.
Amb la StG 45, es va intentar introduir un nou carregador de 30 bales,, encara que el rifle és més conegut per utilitzar el carregador de 10 bales de rifle, dissenyat per a la Volkssturmgewehr. El carregador curt va ser utilitzat pels enginyers de Mauser durant les proves, i per la seva forma més baixa, era més fàcil d'utilitzar en espais més tancats.

## Dissenys després de la guerra

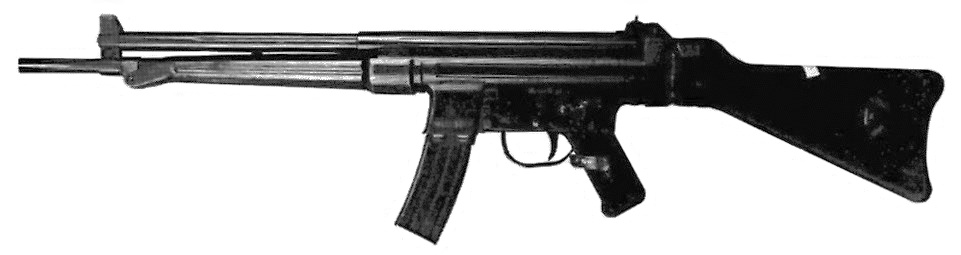
El CEAM Modèle 1950

Els tècnics alemanys involucrats en desenvolupament de la Sturmgewehr 45, van continuar les seves investigacions a França a l'Atelier Mécanique de Mulhouse. El sistema de la StG 45 va ser modificat per Ludwig Vorgrimler i Theodor Löffler a la fàbrica Mulhouse entre 1946 i 1949. Tres versions van ser construïdes, amb la munició de calibres .30 Carbine, 7.92×33mm Kurz i en 7,65×35mm. El calibre 7,5×38mm va ser abandonat el 1947. El disseny de Löffler va ser el Carabine Mitrailleuse Modèle 1950, va ser retingut per proves i per fer diferents variants, en total 12. Vorgrimler va anar a treballar més tard a CETME a Espanya i va desenvolupar els fusells automàtics CETME.
Alemanya va comprar el disseny dels fusells CETME, i els va modificar en el seu disseny Heckler & Koch G3.